# جرذ الأرز السبخي
جرذ الأرز السبخي (الاسم العلمي: Oryzomys palustris) (بالإنجليزية: Marsh Oryzomys)‏ هو نوع من الحيوانات يتبع جنس جرذ الأرز من الفصيلة القدادية.